# Gajów
Gajów (niem. Reichenforst, cz. Rychlovsko, Prales, Gajov) – wieś w Polsce położona w województwie dolnośląskim, w powiecie kłodzkim, w gminie Radków, na krańcu Wzgórz Ścinawskich.

## Podział administracyjny
W latach 1975–1998 miejscowość administracyjnie należała do województwa wałbrzyskiego.

## Zabytki
Do rejestru zabytków Narodowego Instytutu Dziedzictwa wpisany jest: 
- miejscowy park z przełomu XIX i XX wieku[5].

Inne zabytki:
- zabudowania dawnego dworu z XVIII wieku, pod nr 15[4].

## Szlaki turystyczne
droga Szklary-Samborowice – Jagielno – Przeworno – Gromnik – Biały Kościół – Nieszkowice – Żelowice – Ostra Góra – Niemcza – Gilów – Piława Dolna – Owiesno – Góra Parkowa – Bielawa – Kalenica – Zdrojowisko – Nowa Ruda – Przełęcz pod Krępcem – Sarny – Tłumaczów – Gajów – Radków – Skalne Wrota – Pasterka – Przełęcz między Szczelińcem Wlk. a Szczelińcem Małym – Karłów – Lisia Przełęcz – Białe Skały – Skalne Grzyby – Batorów – Skała Józefa – Duszniki-Zdrój – Schronisko PTTK „Pod Muflonem” – Szczytna – Zamek Leśna – Polanica-Zdrój – Łomnicka Równia – Huta – Bystrzyca Kłodzka – Igliczna – Międzygórze – Przełęcz Puchacza